# 矩尺座δ
矩尺座δ，又名CD-4410625，HD 144197、SAO 226500、HR 5980，是矩尺座的一颗恒星，视星等为4.72，位于銀經335.09，銀緯5.17，其B1900.0坐标为赤經15h 59m 25.3s，赤緯-44° 5.17′ 7″。